# 皮埃尔·布迪厄
皮耶·布赫迪厄（法語：Pierre Bourdieu，法語發音：[pjɛʁ buʁdjø]，1930年8月1日—2002年1月23日），法國著名社會學大師、人類學家和哲學家。《卫报》评价他为「许多人心目中的当代知名学者」，一位可与米歇尔·福柯、罗兰·巴特、雅各·拉冈等人齊名的思想家。国际社会学协会將他的著作《區隔：品味判斷的社會批判》評定为20世纪最重要的十部社会学著作之一。布赫迪厄并不是一个出世的学者。承左拉和萨特的衣钵，他积极投身社会運动，招来不少争议。
布赫迪厄開創了許多調查架構和術語，如文化資本、社會資本和符號資本，以及慣習、場域或位置，以及符號暴力（又譯象徵暴力）等概念，以揭示在社會生活中的動態權力關係。他的作品強調實踐與體現（embodiment）在社會動態和世界觀的建構所扮演的角色或其型態，經常處在反對普世化的西方哲學傳統的立場。他的理論基礎建立在路德維希·維根斯坦、莫里斯·梅洛-龐蒂、埃德蒙德·胡塞爾、喬治·康居朗、卡爾·馬克思、加斯東·巴舍拉、馬克斯·韋伯、艾彌爾·涂爾幹、歐文·潘諾夫斯基以及牟斯。值得一提的是布萊茲·帕斯卡對他的影響，布赫迪厄將他的討論群命名為「帕斯卡學派沉思者」（Pascalian Meditations）。
布赫迪厄拒斥由尚-保羅·沙特所體現的知識分子「先知」或「全能知識分子」的這個概念。他最著名的書是《區判：品味判斷的社會批判》。他認為，品味判斷關連到社會地位。他結合了社會理論以及來自調查研究、照片與訪談的資料，來提出這個論點，試圖調和若干知識難題，例如如何在客觀結構之內理解主體。在這個過程中，他試圖調和外部社會結構與主觀經驗對個體的影響。

## 生平
皮耶·布赫迪厄1930年生於法國南部大西洋比利牛斯省的小城当甘，父親是郵差（後成為地方郵局主管）；家中使用的語言是加斯科涅語。1962年布赫迪厄和馬里-克萊兒·布里薩爾（Marie-Claire Brizard）結婚，婚後生下三兒子：傑羅姆·布赫迪厄（Jérôme Bourdieu）、艾曼紐埃爾·布迪厄（Emmanuel Bourdieu）和洛朗·布赫迪厄（Laurent Bourdieu）。
皮耶·布赫迪厄在波城的路易巴圖中學（Le Lycée Louis Barthou）就讀，其中一位老師認為他資質優異，建議他轉去巴黎的路易大帝中學就讀，時為1948年。皮耶·布赫迪厄後來進入巴黎高等師範學院。1954年通過哲學教師會考，同一年巴黎高等師範學院通過的學生還包括有未來的大哲學家雅克·德希達（Jacques Derrida）、未來的知名歷史學家埃曼紐·勒華拉杜里（Emmanuel Le Roy Ladurie）。在法國高等師範學院就讀期間，他避開當時蔚為主流的存在主義，反而跟隨路易·皮埃爾·阿爾都塞（Louis Pierre Althusser）、加斯東·巴舍拉（Gaston Bachelard）和乔治·康吉莱姆（Georges Canguilhem）這幾位哲學家學習邏輯學跟科學哲學，選修艾瑞克·魏爾（Éric Weil）教授的黑格爾（Georg W. F. Hegel）的法哲學。1954年，皮耶·布赫迪厄提交了他的高等研究文憑（Diplôme d’études supérieures）論文，導師是Henri Gouhier，他的論文翻譯並評註了萊布尼茲（Gottfried Wilhelm Leibniz）的Animadversiones in partem generalem Principiorum Cartesianorum。
1954年至1955年一段很短的時間，布赫迪厄在「木藍」中學（Le Lycée de Moulins）任教。1955年被法國國防部徵召，在凡爾賽服役。很快地他被派到阿爾及利亞服兵役，為時兩年。1958年至1960年他轉至阿爾及利亞的首都，在阿爾及爾大學的文學院教授哲學。1960年他返回法國，先在索邦大學任助理，然後轉至里耳的里耳大學擔任講師教授社會學，直至1964年。他同時跑去巴黎的東方語言學院（l'école des langues orientales）加強他的阿拉伯語文，這是他在阿爾及利亞已開始接觸的語文。1964年之後，布赫迪厄接掌高等研究實用學院（École Pratique des Hautes Études）第六部門（1975年起改名社會科學高等學院）的研究指導。從1968年起，接掌由雷蒙·阿隆創立的歐洲社會學研究中心（Centre de Sociologie Européenne），他擔任這個職位直到逝世為止。從1981年起，布赫迪厄擔任法蘭西公學院的社會學教席（先前擔任這個職位者有雷蒙·阿隆與莫里斯·哈布瓦赫。
在1958到1962年的阿爾及利亞戰爭期間，布赫迪厄從事對柏柏爾人的一個支系卡拜尔人的民族誌研究，這樹立他在人類學的名氣。研究成果就是他的第一本專書《阿爾及利亞社會學》（Sociologie de L'Algerie，英文書名The Algerians），這在法國一出版就聲名大噪，並於1962年由雷蒙·阿隆作序於美國出版。
1964年，布赫迪厄成為午夜出版社（Éditions de Minuit）「常識」（Le Sens commun）系列的主編，他的大部分書籍都在此系列中出版。直到1992年，布赫迪厄更換出版商，改由門檻出版社（Éditions du Seuil）出版他的著作。1975年布赫迪厄連同費爾南·布勞岱爾（Fernand Braudel）及他在歐洲社會學研究中心的研究群，成立學術刊物《社會科學的研究行動》（Actes de la Recherche en Sciences Sociales），他自任總編輯直至去世為止。《社會科學的研究行動》主要刊登他與門徒的研究論文，主要尋求轉變既有的社會學知識生產的教條，並壯大社會學的學科氣勢。
因應1995年11月跟12月的大罷工社會運動，布赫迪厄創立行動理性出版社（Raisons d'agir），多半出版年輕學者的作品，編輯方針是批判新自由主義，在布赫迪厄逝世後，也出版他的遺作。
1993年，布赫迪厄榮獲法國國家科學研究中心所頒發的「全國科學研究中心獎章」（Médaille d'or du Centre National de la Recherche Scientifique）。1996年，他榮獲柏克萊加州大學的高夫曼獎（Goffman Prize），並於2001年獲頒不列顛暨愛爾蘭皇家人類學會（Royal Anthropological Institute）的赫胥黎獎章（Huxley Medal）。布赫迪厄於2002年因癌症逝世，享年71歲。

### 布赫迪厄成為公共知識分子
在1990年代布赫迪厄逐漸參與政治論辯，漸漸成為了法國最重要的公共知識分子之一。在猛烈批評新自由主義的同時，布赫迪厄也批評萨特所扮演的「全面知識分子」的角色，他否定了萨特在法國政治領域所做的各項努力，將之視為「不負責任」和「見機行事」。布赫迪厄認為社會學並不是一種「知識份子的消遣娛樂」，而是一種嚴肅且具科學性質的學科。布赫迪厄的早期與晚期作品之間存在著一種矛盾，他在早期著作中反對將社會學用來支持政治激進主義，晚期他興致勃勃地投入一個公共知識分子的角色，這達到某種非常「引人矚目的政治論述」，以社會學家為例，不斷提問學術界的角色是否準備過一種公共知識分子的生活，尤其是思考布赫迪厄的作品在公共領域所具有的政治意涵。儘管他的許多早期作品強調社會學如同一個嚴肅學科的重要性，然而他晚期作品中，可見到他成為法國政治論辯的焦點人物，這引發了一個議題：社會學家是否具有在政治上將其研究延伸到公共領域的責任。
2004年，馬克思主義社會學家邁克爾·布洛維在美國社會學會的主席就職演說中，呼籲建立一種「公共社會學」。布洛維認為，社會學在公共領域可以發揮作用，並建議學術社會學家應該多多參與公共論辯。然而，布洛維指出在社會學家之間存在著某些共同價值，這也限制了這個學科。布洛維認為，早期社會學家的作品改變和解釋這個世界，已轉變成具有保護世界的作用，正如布赫迪厄的學術生涯所證實的。
對於布赫迪厄的政治活動的分析顯示，雖然他先前質疑了某些公共知識分子，例如萨特，但他的社會學從一開始就具有政治抱負與政治意識形態的影響。另一方面，在他1960年代的早期作品和他後來的作品之間，世界發生了很大變遷，而且他主要關注的是全球化的影響，並關注那些從中受益最少的人們。有鑑於此，布赫迪厄的公共知識分子角色是出自一種「緊迫狀態，出聲反對在政治論辯已居於主導地位的新自由主義的論述。他身為批判社會學家的角色，讓他充分準備擔當這個公共角色，實現他的「建構論觀點的社會生活」，它端賴於社會行動者透過集體抗爭進行變革的這個概念。他與媒體的關係獲得改善，透過他確實執行的社會行動，發動罷工和遊行，引發媒體對他產生興趣，而且他的許多書籍透過這個新的惡名，變得越來越流行。在批判社會學家與公共知識分子之間的一個主要的角色差異，是在學術圈之外，具有一個流行媒體資源關係。有需要研究的是，在什麼條件之上，特定的個人轉變成公共知識份子。

### 布赫迪厄的階級品味理論

#### 提要
布赫迪厄以美學品味的議題為基礎，發展出他的社會階層化理論，詳載於他在1979年的專書《區隔：品味判斷的社會批判》（La Distinction: Critique sociale du jugement，1984哈佛大學出版社印行的英文版書名為Distinction: A Social Critique of the Judgment of Taste）。布赫迪厄聲稱，一個人如何做出選擇以便向世人呈現他個人的社會空間——換言之，一個人的審美意向——描繪了這個人的地位，並讓他與更低層的群體產生距離。具體來說，布赫迪厄推測，這些意向是在個人童年時代所內化的，並引導年輕人朝向他們適當的社會地位，朝向適合於他們的行為，以及對其他行為的厭惡。

#### 理論
布赫迪厄的理論是說「階級派系」將審美偏好傳授給他們的年輕成員。階級派系是由不同程度的社會、經濟和文化資本所構成的一個組合所決定。社會涵蓋了許多「象徵財貨，特別是那些被視為具有卓越屬性的財貨，[...當成]在區別策略中的理想武器」。這些被視為卓越的屬性，是由居於宰制地位的階級的利益所塑造。他很早就強調文化資本的宰制地位，藉由陳述「文化資本標示了階級之間的差異」。審美意向的發展，絕大程度上取決於社會出身，而不是隨著時間推移而產生的積累資本和經驗。文化資本的取得大多取決於「全面、早期及潛移默化的學習，這是從人們生命最早階段就在家庭內進行的。」布赫迪厄認為，主要是，人們繼承他們的文化態度，接受「長輩提供給他們的定義」。他主張社會出身和文化資本具有首要地位，這是藉由聲稱社會資本和經濟資本雖是隨著時間推移而累積，但依然是取決於前者。布赫迪厄聲稱「一個人必須考慮到所有的社會條件的特點，這是（統計）上關連到擁有高收入或低收入者的童年早期，而且這些特點往往塑造出順應這些條件的品味。」
根據布赫迪厄，人們對於飲食、文化和藝術表演的喜好都是階級指標，因為他們的這些消費趨勢似乎對應於個人在社會中的位置。宰制階級的每個派別都發展它的審美標準。依據不斷分化的社會地位而產生的種類繁多的消費者興趣，使得每個派別都必須「具有自己的藝術家和哲學家、報紙和評論家，就好比它有自己的美髮師、室內設計師，或裁縫師。」
然而，布赫迪厄並未忽視社會資本和經濟資本在文化資本的形成過程中所具有的重要性。例如，藝術的生產，以及有能力演奏樂器「的前提，不僅關連到在藝術和文化世界中長期樹立的一些傾向，更是關連到經濟手段...以及[有錢有權者的]閒暇時間」。不過，無論一個人依據他的喜好而參與活動能力為何，布赫迪厄指出：「受訪者只被要求表達一種由其社會地位所引發的，對於合乎其身分的...文化的熟悉感。」
“[品味]發揮其作用，如同一種社會傾向，一種「個人的位置感」，引導佔據這些位置的人們一種既定的...朝向某些社會地位的社會空間，調適到這些地位的屬性，並朝向合乎佔有這些地位者的行為實踐或財貨」。因此，殊異的品味取得模式產生了偏好性質的差異。
這些「認知結構...由人們所內化，『體現』的社會結構」，將一個自然實體轉變成社會的個人（Bourdieu 468）。因此，[與自己]不同的品味被視為不自然且受到拒斥，導致「一種嫌惡感，這是藉由對他人品味的一種毛骨悚然或出自內心的無法容忍（感覺不舒服）而來」。
布赫迪厄相信「最顯著的」階級區別和偏好是「在平日的各種選擇，例如家具、服裝，或煮食，這特別揭示了深植人心和長期維持的偏好，這是由於這些偏好位於教育體系的範圍以外，人們必須用最純真的品味去面對」。事實上，布赫迪厄相信「嬰兒所習得的最強大和最不可磨滅的印記」可能就是在對食物的品味。布赫迪厄認為，在特殊場合所提供的餐食是「一個自我呈現模式的有趣指標，採用「炫耀」一種生活風格的方式（其中家具也具有一部分作用）。這個概念在於，人們所喜歡和不喜歡的東西，應該反映著他們所關聯的階級派別。
人們會預期來自較低社會階層的孩童，在吃晚餐時，會選擇「大份量、多脂肪且容易讓人發胖的食物，這些食物也是便宜的」，他們也會選擇「豐富和好吃的」膳食，而不是「原味與具有異國情調」的食物」這些潛在的成果將加強布赫迪厄的「為身體纖細而節制飲食的倫理，這在社會階層的最高等級最受到認定」，這相對於較低階級的「共食同歡的放縱」特性。對於奢華（或自由）品味，以及對於滿足需求的口味，這兩種展現方式揭示了社會階級之間的一種區別。
社會出身影響這些偏好，其程度同時超越了教育和經濟資本。顯而易見的是，在具有同等水平的教育資本的情況下，社會出身依然是決定這些意向的一個影響因素。人們如何去描述某個人的社會環境，密切關連到社會出身，因為這種本能性的論述方式，源自於早期的發展階段。此外，橫跨勞力分工體系「經濟條件限制往往沒有根本改變消費模式」這項觀察強化了一個想法，社會出身產生了審美偏好，其重要性超過經濟資本，因為無論經濟能力為何，消費模式依然保持穩定。

### 布赫迪厄的權力與實踐理論
布赫迪厄社會學著作的核心概念是一套實踐邏輯，強調在社會生活中身體與實踐的重要性。布赫迪厄反對主智論的傳統，轉而強調社會宰制與文化再生產的機制，主要聚焦於在社會世界中身體的實際知識和能力實踐。布赫迪厄強烈反對理性選擇理論，由於它的立論基礎建立在關於社會能動者如何運作的錯誤理解。根據布赫迪厄，社會能動者並不會依據明確的理性和經濟標準不斷進行計算。相反地，社會能動者的運作是依據一個隱而未見的實踐邏輯——一種實踐感覺——以及身體意向。社會能動者按照自己「對賽局的感覺」來行事（大略來說，「感覺」就是慣習，以及在場域之中的「賽局」）。
布赫迪厄的人類學作品主要分析的是社會階層再生產的機制。布赫迪厄反對馬克思論者的分析，他批評馬克思論將經濟因素放在首要位置，布赫迪厄強調社會行動者積極實施和參與他們的文化生產的能力，以及符號體系在宰制社會結構的再生產所扮演的重要角色。布赫迪厄將象徵暴力稱為圖利自我的能力，以確保社會秩序隨[宰制階級的意願而定]的這種任意性，若不是被人視若無睹（ignored），就是被假定為再自然不過（natural），從而合理化現有社會結構的正當性。這個概念在他的社會學分析扮演著重要角色。
對於布赫迪厄而言，當代社會世界被區分為他所稱的「場域」（field）。對他來說，各種社會活動的階層區分，導致建立了各式各樣、相對獨立的社會空間，其中競爭的核心集中在特定種類的資本。這些場域被視為建立在一個階層的基礎上，其中的動態領域源自於社會行動者的鬥爭，試圖佔據這個場域之中的主導地位。雖然布赫迪厄信服於衝突論的重要成分，例如馬克思，但是他有所不同的地方在於，他的分析將社會鬥爭僅僅定位在各種社會階級之間的基本的經濟對立。發生在各個社會領域的這些衝突，具有源自於這些場域的特定性質，並涉及許多非經濟性質的社會關係。
布赫迪厄發展出一套行動理論，圍繞在「慣習」（habitus）這個概念，它在社會科學領域產生了相當大的影響力。這個理論想要呈現的是，社會能動者發展出各種策略，以適應他們所處的社會世界的需要。這些策略是無意識的，並對一套身體邏輯的水平發揮作用。

### 布赫迪厄關於媒體與文化生產的理論
布赫迪厄討論文化生產最重要的作品，有兩本書：《文化生產的場域》（The Field of Cultural Production，1993）和《藝術的規則》（The Rules of Art，1996）。
布赫迪厄在他的文化生產理論，建立了具有自己特色的理論詞彙：慣習、文化資本和場域。
大衛·赫斯蒙達爾（David Hesmondhalgh）寫道：「藉由『文化生產』這個概念，布赫迪厄意圖提出一套對於文化的非常廣泛的理解，配合古典社會學的傳統，包括科學（這又包括社會科學），法律和宗教，以及表現性審美活動，例如藝術、文學和音樂。然而，他對於文化生產的作品重點絕大部分放在於兩種類型的文化生產領域或次領域（……）：文學和藝術」。
根據布赫迪厄，「對於探討文化產品的價值的生產，所進行的嚴謹科學研究，其主要障礙」是「具魅力的『創造』意識形態」，它可以很容易在藝術、文學和其他文化場域的研究中找到。布赫迪厄對於魅力的意識形態的意見，將我們的目光導向明顯的生產者，而且防止我們問起誰創造這個『創造者』，以及這個『創造者』被賦予的改變質性的神奇力量」。
布赫迪厄並不提倡在文化方面進行革命性轉型。據他說，這種時刻總是端賴在這個場域中，被賦予的各種地位所呈現的可能性而定。

#### 惯习
慣習（habitus）是在社會中所有社會成員的行動的關鍵原則。Habitus中文嚴格說沒有對應翻譯，該字是布氏借拉丁文所改用而來，的確具有習慣、習性的意味，但是卻不是單純反射性的習慣，而是一個透過長時間生活實踐，累積下來的，視為理所當然的一種習性，諸如中國人覺得吃米飯才算吃飯，吃漢堡不算。放到社會階層與場域理論去看，當在特殊社會環境下成長的個體，自然受到該環境文化深刻影響，很多日常生活視為當然的東西，未必在另一個環境視為當然。比如，一個沒落王孫，雖然經濟無法支持，但仍有深刻對精英生活懷念，無法降格習慣庶民生活。
布赫迪厄在1960年代末期開始思考「慣習」的問題，然後在1972年的著作《一種關於實踐的理論》第一次很工整地談它，然後又在1980年的著作《實踐的意義》企圖超越「主體」（subject）跟「行動」（action）這兩個佔領導地位的知識概念。
皮耶·布赫迪厄因此反對現象學的理論，尤其特別反對萨特的存在主義，因為這兩個哲學都把主體絕對自由的行動置於中心。皮耶·布赫迪厄也反對結構主義的理論，尤其特別反對克勞德·李維史陀的結構主義人類學，因為克勞德·李維史陀把主體的行動全視為是針對客觀規則而起的反應。

#### 場域
場域理論（field theory）認為一個社會被分割成許多不同的場域，在這些不同的場域（已經結構化了的一些場所）進行一些為了特定目標的競爭。場域一辭，原文也有田野的意思。布氏從人類學起家，自然受到田野方法非常深的影響。場域不是一個實體存在，而是一個在各個個人之間，群體之間想像上的領域，場域其實有邊界，但是各個在特殊場域內的行動者，都難以說清楚場域為何，但是如果他真的從屬於各個場域，就會知道該怎麼作，誰是老大，誰在挑戰。
場域一般可分作資深/資淺者，或可分為掌握資源者與資源匱乏者。兩者之間又可交錯，處處形成鬥爭關係。很多時候為了爭取場域內其他人的認可，於是會形成象徵鬥爭。
場域，布氏導入義大利馬基亞維利的理論，指出掌握資源者，通常會用獅子策略，表面靜默，但力量強大；而未具資源者，通常要挑戰既得利益者，於是雖然力量較小，但是會點起戰火。

#### 符號暴力
符号暴力（violence symbolique，或譯象徵暴力）理論認為，一個社會是由符號暴力主導運作。符號暴力指宰制的力量如何讓被宰制的人體認不出來他們正被宰制，這種宰制的能量即是符號暴力。
符號暴力，或可認識符號權力，出現在諸如《實踐的邏輯》等書裡面。布赫迪厄指出，社會關係中的「認可」、「認定」就是誤認，每個人看事情，尤其崇拜事情，總多少帶有意識形態，於是在象徵符號上，能獲得詮釋權力者，便具有符號權力，能夠左右當下時空中人們的思維方式，繼而透過不同社會籌碼的轉換，轉成諸如經濟資本等媒介，獲取利益。

#### 反身性
布赫迪厄堅持一套反身性（reflexive）社會學的重要性，社會學家必須在進行任何研究的時候，有意識地注意到自己的位置、他們的一套內在結構所具有的影響，以及這些影響可能會如何扭曲或損害他們的客觀性。根據布赫迪厄的觀點，社會學家必須從事一項「以社會學為研究主題的社會學」，以避免不經意地認定這個受觀察的客體，具備其研究主題的各種特性。學者在從事研究時，應該用一隻眼睛不斷反思自己的慣習，也就是他們透過長期的社會和制度訓練而產生的性情。唯有透過維持這種持續不斷的警覺，社會學家才得以明辨自己將其偏見納入作品當中的這項謬誤。因此，反身性是科學認識論的一個額外的階段。如果科學家只有通過平常的知識生產階段（實驗、重複、否證、同儕審查等），這是不夠的；布赫迪厄也建議科學家，清除作品當中可能源自其社會地位的偏見。在布赫迪厄為這個過程所提的一個極佳例子，他責難學術圈（包括他自己）依據一種嚴格的學術語體，來衡量學生的作品，偏好那些寫出看似「精鍊」作品的學生，而給那些書寫「粗俗」的學生較低的分數。假使對於那些主觀術語遮掩下被施展的裝腔作勢，沒有採取反身性分析的話，學術圈將不自覺地在某種程度上再生產其階級偏見，讓那些具有較高語言資本的學者晉升，並阻擋欠缺這種資本的學者----而且並不僅僅因為其作品的客觀品質，更僅僅是因為他們書寫的語體。反身性應能讓學術圈意識到自己的偏見，例如：支持那些顯然成熟的寫作風格，並促使自己採取措施來修正這種偏差。
布赫迪厄也描述「學術觀點」如何在不知不覺當中，改變了科學家如何探討他們的研究對象。由於他們的學術訓練與分析模式的系統性，他們往往誇大了他們所研究事物的系統性。這讓他們傾向於看到施為者依循著明確的規則，其實這些施為者運用著更不明確的策略；這使得學者難以理論化這套「模糊」的社會世界邏輯，它的務實且因此易變的性質，難以採用像是「系統」、「結構」和「邏輯」等等的文字來描述，這些文字就意味著機制、堅實和無所不在。學者也能輕易找出自己誤認的「用來解釋事物邏輯的那些邏輯事物」（the things of logic for the logic of things）--馬克思所說的一段話，這是布赫迪厄喜歡引用的。同樣，反身性受到布赫迪厄所推薦，視為發現並修正這些錯誤的鎖鑰，否則將會繼續對這些錯誤觀點視而不見，亦即，藉由過度採用這些學術習性所產生的錯誤；這些學術習性也產生了某些事實，它們也在嵌合在其中。

#### 社會空間的理論
皮耶·布赫迪厄结合卡尔·马克思和马克斯·韦伯的传统，特别在《区隔》一书中建立了一种复杂的社会空间理论。该理论主要提出对以下方面的解释：1）以社会分级化的各种方式为出发点来构建社会群体的逻辑学；2）这些社会群体采用的生活方式及斗争；3）社会等级及社会群体再生产的方式。

### 《區判》一書的探討
《區判：品味判斷的社會批判》是布氏意圖用唯物論的方法，分別考察不同階級之間的生活方式，就是落到最具體飲食、服飾，乃至於生活型態等面向上，建構出一個1970年代法國社會的階層狀況探討，階層與階級差異在於，階層已經包含意識形態層面等各種社會要素，而不只是單純靠經濟生活判定社會階級而已。

## 影響
布赫迪厄的作品受到許多傳統人類學和社會學的影響，他將它們整合到自己的理論之中。從馬克斯·韋伯那裡，他繼續關注社會生活中宰制和象徵體系的重要性，以及社會秩序的概念，這最終由布赫迪厄轉變成一套場域理論。
從卡爾·馬克思那裡，除了其他洞察以外，他得到一種對「社會」的理解方式，將社會視為各種社會關係的總和：「存在於社會生活之中的東西就是關係----這不是介於能動者之間的互動，也不是個體之間的關係，而是客觀的關係，它的存在『獨立於個體的意識與意願之外』」（其基礎建立在經濟生產的模式和條件），並需要從辯證角度發展源自於社會實踐的社會理論。
從塗爾幹那裡，最後，經由牟斯和列维-斯特劳斯，布赫迪厄繼承了一定的結構主義對於社會結構自我複製的傾向，這植基於對象徵結構和分類形式的分析。然而，布赫迪厄嚴重偏離分析了塗爾幹學派的分析，強調對社會「能動者」的角色，透過社會結構的體現，發揮在制定象徵秩序上。他還強調，社會結構的再生產並不是依循一套功能論的邏輯而運作。
莫里斯·梅洛-龐蒂，並經由他的引介，埃德蒙德·胡塞爾的現象學在布赫迪厄將理論建構聚焦於身體、行動與實踐意向這方面，扮演了重要角色（這主要表現於布赫迪厄的「慣習」理論）。
布赫迪厄也受到路德維希·維根斯坦的影響（尤其是他討論規則依循的作品），他指出：「維根斯坦可能是在我最困難的時候，幫助我最大的哲學家。對於幾次重大的知識困乏時代，他就如同救世主一般」。
布赫迪厄的作品是建立在試圖超越一系列的對立特徵，這在過去是社會科學的特色（主觀論/客觀論；微觀/鉅觀；自由/決定論）。他特別透過概念創新來達到這個目標。他的慣習、資本與場域等等概念，事實上，帶有揚棄這些對立特徵的目標。
1981年，皮耶·布赫迪厄和哲學家吉爾·德勒茲以及其他知識份子支持喜劇演員柯路許（Coluche）參選總統，目的是要提醒「無論是哪一位公民，在民主上他都有權參加政治競爭。」

## 作品集
- 《阿爾及利亞社會學》（Sociologie de l'Algérie），巴黎：PUF出版社，1958
- 《阿爾及利亞的勞動和勞動者》（Travail et travailleurs en Algérie），巴黎：Mouton出版社，1963, 2021
- 《失根：阿爾及利亞傳統農業的危機》（Le Déracinement. La Crise de l'agriculture traditionnelle en Algérie）與Abdelmalek Sayad合著，巴黎：Minuit出版社，1964
- 《繼承人：大學生與文化》（Les Héritiers. Les Etudiants et la Culture），巴黎：Minuit出版社, 1964
- 《愛戀藝術：美術館和參觀的觀眾》（L'Amour de l'art. Les Musées et leur public）與Alain Darbel及Dominique Schnapper合著，巴黎：Minuit出版社，1966, 1969
- 《中等藝術：論攝影藝術的社會功能》（Un Art moyen. Essai sur les usages sociaux de la photographie）與Luc Boltanski, Robert  Castel, Jean-Claude Chamboredon合著，巴黎：Minuit出版社，1965
- 《社會學家此職》（Le Métier de sociologue）與Jean-Claude Passeron及Jean-Claude Chamboredon共同編著，巴黎：Mouton-Bordas出版社，1968
- 《再生產：一種教育系統理論的要點》（La Reproduction. Éléments pour une théorie du système d'enseignement），巴黎：Minuit出版社，1970
- 《實踐理論大綱》（Esquisse d'une théorie de la pratique. précédé de Trois études d'ethnologie kabyle），日內瓦：Droz出版社，1972；巴黎：Seuil出版社，2000, 2015
- 《區判：品味判斷的社會批判》（La Distinction. Critique sociale du jugement），巴黎：Minuit出版社，1979, 1984
- 《實踐感》（Le Sens pratique），巴黎：Minuit出版社，1980
- 《社會學的問題》（Questions de sociologie），巴黎：Minuit出版社，1980, 1984
- 《言語意味著什麼：語言交換的經濟》（Ce que parler veut dire. économie des échanges linguistiques），巴黎：Fayard出版社，1982
- 《關於課程的課程》（Leçon sur la leçon），巴黎：Minuit出版社，1982
- 《學術人》（Homo academicus），巴黎：Minuit出版社，1984, 1988
- 《所述之言：布赫迪厄反思社會學文集》（Choses dites），巴黎：Minuit出版社，1987
- 《海德格爾的政治存在論》（L'Ontologie politique de Martin Heidegger），巴黎：Minuit出版社，1988
- 《國家精英：名牌大學與群體精神》（La Noblesse d'État. Grandes écoles et esprit de corps），巴黎：Minuit出版社，1989
- 《藝術的法則：文學場域的生成與結構》（Les Règles de l'art. Genèse et structure du champ littéraire），巴黎：Seuil出版社，1992
- 《反思社會學導引》（Réponses. Pour une anthropologie réflexive）與Loïc Wacquant合著，巴黎：Seuil出版社，1992
- 《世界的苦難》（La Misère du monde），布赫迪厄主編之訪談集，巴黎：Seuil出版社，1993
  - 《世界的苦难》，北京：中国人民大学出版社，2017. ISBN 9787300236476
- 《自由交流》（Libre-échange）與Hans Haacke合著，巴黎：Seuil出版社，1994
- 《實踐理性：關於行為理論》（Raisons pratiques. Sur la théorie de l'action），巴黎：Seuil出版社，1994
- 《論電視》（Sur la télévision），伴隨一篇文章〈新聞學的支配〉（L'emprise du journalisme），巴黎：Liber-Raisons d'agir出版社，1996
- 《帕斯卡爾式的沉思》（Méditations pascaliennes），巴黎：Seuil出版社，1997
- 《防火牆：抵擋新自由主義的入侵》（Contre-feux. Propos pour servir à la résistance contre l'invasion néo-libérale），巴黎：Liber-Raisons d'agir出版社，1998
- 《男性統治》（La Domination masculine），巴黎：Seuil出版社，1998
- 《經濟的社會結構》（Les Structures sociales de l'économie），巴黎：Seuil出版社，2000
- 《以火攻火：催生一個歐洲社會運動》（Contre-feux 2. Pour un mouvement social européen），巴黎：Raisons d'agir出版社，2001
- 《語言和象徵權力》（Langage et pouvoir symbolique），巴黎：Seuil出版社，2001
- 《科學之科學與反觀性：法蘭西學院專題講座（2000-2001學年）》（Science de la science et réflexivité. Cours du Collège de France 2000-2001），巴黎：Raisons d'agir出版社，2001
- 《政治上的介入（1961-2001）：關於一種特定的政治介入方式：文選》（Interventions politiques (1961 - 2001). Textes & contextes d'un mode d'intervention politique spécifique），由Franck Poupeau編輯，馬賽：Agone出版社，2002, 2022
- 《單身者舞會：貝安地區農業社會的危機》（Le Bal des célibataires. Crise de la société paysanne en Béarn），巴黎：Seuil出版社，2002
- 《阿爾及利亞影像：一種親和力》（Images d'Algérie. Une affinité élective），布赫迪厄的文字跟攝影作品，Franz Schultheis作序，Actes Sud出版社，2003
- 《自我分析綱要》（Esquisse pour une auto-analyse），巴黎：Raisons d'agir出版社，2004
- 《阿爾及利亞梗概》（Esquisses algériennes），Tassadit Yacine編輯的論文集，巴黎：Seuil出版社，2008
- 《社會學家與歷史學家：布爾迪厄與夏蒂埃對話錄》（Le sociologue et l'historien），與Roger Chartier合著，馬賽：Agone出版社，2010
- 《論國家：法兰西公学院课程（1989-1992）》（Sur l'état. Cours au collège de France 1989-1992），巴黎：Seuil出版社，2012
- 《馬內的象徵革命：藝術場域的誕生》（Manet, une révolution symbolique. Cours au Collège 1998-2000 suivis d'un manuscrit inachevé de Pierre et Marie-Claire Bourdieu），手稿部分與前妻Marie-Claire Brizard合著，巴黎：Seuil出版社，2013
- 《普通社會學（第一卷）》（Sociologie générale vol. 1. Cours au Collège de France 1981-1983），巴黎：Seuil出版社，2015
- 《普通社會學（第二卷）》（Sociologie générale vol. 2. Cours au collège de France 1983-1986），巴黎：Seuil出版社，2016
- 《經濟人類學：法兰西学院课程 : 1992—1993》（Anthropologie économique. Cours au Collège de France 1992-1993），巴黎：Seuil出版社，2017
- 《無私之私》（L'Intérêt au désintéressement. Cours au Collège de France 1987-1989），巴黎：Seuil出版社，2022
- 《微宇域：場域理論》（Microcosmes: Théorie des champs），巴黎：Raisons d'agir出版社，2022
- 《回到反思性》（Retour sur la réflexivité），巴黎：EHESS出版社，2022
- 《帝國主義：為了普遍的鬥爭和觀念的國際流通》（Impérialismes. Circulation internationale des idées et luttes pour l'universel），巴黎：Raisons d'agir出版社，2023

## 研究書目
- Patrice Bonnewitz：《布赫迪厄社會學的第一課》（台北：麥田出版社，2002）
- 邱天助：《布爾迪厄文化再製理論》（台北：桂冠圖書，2002）
- 高宣揚：《布迪厄的社會理論》（上海：同濟大學出版社，2004）
- 張意：《文化与符号权力：布尔迪厄的文化社会学导论》（北京：中国社会科学出版社，2005）
- David Swartz：《文化与权力：布尔迪厄的社会学》（上海：上海译文出版社，2006）
- 劉擁華：《布迪厄的终生问题》（上海：上海三聯書店，2009）
- 高強：《布迪厄体育社会学思想研究》（北京：知识产权出版社，2014）
- Helena Webster：《建筑师解读布迪厄》（北京：中国建筑工业出版社，2017）
- 朱國華：《权力的文化逻辑：布迪厄的社会学诗学》（上海：上海人民出版社，2017）
- Rodney Benson & Erik Neveu：《布尔迪厄与新闻场域》（杭州：浙江大學出版社，2017）
- 鮑建竹：《作为社会技艺的语言：布尔迪厄社会语言学研究》（上海： 上海大学出版社，2018）
- Michael Grenfell編：《布迪厄：关键概念（原书第2版）》（重庆：重庆大学出版社，2018）
- Jean-Louis Fabiani：《布赫迪厄：從場域、慣習到文化資本：「結構主義英雄」親傳弟子對大師經典概念的再考證》（台北：麥田出版社，2019）
- 李靜燕：《社会空间与流动性：对布尔迪厄社会空间理论的研究》（北京：九州出版社，2022）
- 刘晖：《布尔迪厄的文艺社会学》（北京：中国社会科学出版社，2023）
- Jacques Rancière, L'Empire du sociologue (Paris: Découverte, 1984)
- Edward Lipuma, Moishe Postone, & Craig J. Calhoun eds., Bourdieu: Critical perspectives (Chicago: University of Chicago Press, 1993)
- Richard Shusterman ed., Bourdieu: A critical reader (Hoboken: Wiley-Blackwell, 1999)
- Rose-Marie Lagrave, Pierre Encrevé eds., Travailler avec Bourdieu (Paris: Flammarion, 2003)
- Louis Pinto, Gisèle Sapiro, & Patrick Champagne eds. Pierre Bourdieu, sociologue (Paris: Fayard, 2004)
- Jacques Bouveresse, Bourdieu, savant et politique (Marseille: Agone, 2004)
- Georgi M. Derluguian, Bourdieu's secret admirer in the Caucasus: A world-system biography (Chicago: University of Chicago Press, 2004)
- Jean Hillier & Emma Rooksby eds., Habitus: A sense of place (London: Routledge, 2005)
- Loïc Wacquant ed., Pierre Bourdieu and democratic politics: The Mystery of ministry (Cambridge: Polity, 2005)
- Lisa Adkins & Beverley Skeggs eds., Feminism after Bourdieu (Hoboken: Wiley-Blackwell, 2005)
- Jane E. Goodman & Paul A. Silverstein eds., Bourdieu in Algeria: Colonial politics, ethnographic practices, theoretical developments (Lincoln: University of Nebraska Press, 2009)
- Simon Susen & Bryan S. Turner eds., The Legacy of Pierre Bourdieu: Critical essays (London: Anthem Press, 2011)
- Michel De Fornel et Albert Ogien dir., Bourdieu. Théorien de la pratique (Paris: EHESS, 2011)
- Philip S. Gorski ed., Bourdieu and historical analysis (Durham: Duke University Press, 2013)
- Terry Rey, Bourdieu on religion: Imposing faith and legitimacy (London: Routledge, 2014)
- Asimina Christoforou & Michael Lainé eds., Re-Thinking economics: Exploring the work of Pierre Bourdieu  (London: Routledge, 2014)
- Michael Grenfell & Frédéric Lebaron eds., Bourdieu and data analysis: Methodological principles and practice (Pieterlen: Peter Lang, 2014)
- Philippe Coulangeon & Julien Duval eds., The Routledge companion to Bourdieu's 'Distinction' (London: Routledge, 2014)
- Maxime Quijoux ed., Bourdieu et le travail (Rennes: Presses universitaires de Rennes, 2015)
- Will Atkinson, Beyond Bourdieu (Cambridge: Polity, 2016)
- Derek Robbins ed., The Anthem Companion to Pierre Bourdieu (London: Anthem Press, 2016)
- Guy Austin ed., New uses of Bourdieu in film and media studies (New York: Berghahn Books, 2016)
- Edouard Louis, Pierre Bourdieu. L'insoumission en héritage (Paris: Puf, 2016)
- Jeffrey A. Halley & Daglind E. Sonolet eds., Bourdieu in question: New directions in French sociology of art (Leiden: Brill, 2017)
- Thomas Medvetz & Jeffrey J. Sallaz eds., The Oxford handbook of Pierre Bourdieu (Oxford: Oxford University Press, 2018)
- Christian Laval, Foucault, Bourdieu et la question néolibérale (Paris: Découverte, 2018)
- Derek Robbins, The Bourdieu paradigm: The origins and evolution of an intellectual social project (Manchester: Manchester University Press, 2019)
- Michael Burawoy, Symbolic violence: Conversations with Bourdieu (Durham: Duke University Press, 2019)
- Will Atkinson, Bourdieu and after: A guide to relational phenomenology (London: Routledge, 2019)
- Laurent Perreau, Bourdieu et la phénoménologie. Théorie du sujet social (Paris: CNRS, 2019)
- Gisèle Sapiro ed., Dictionnaire international Bourdieu (Paris: CNRS, 2020)
- Steven Threadgold, Bourdieu and affect: A sociological encounter (Bristol: Bristol University Press, 2020)
- Miklós Hadas, Outlines of a theory of plural habitus: Bourdieu revisited (London: Routledge, 2021)
- Raphael Desanti & Henri de Monvallier, L'Effet Bourdieu (Paris: Connaissances & savoirs, 2021)
- Yvette Delsaut & Marie-Christine Rivière, Pierre Bourdieu. Une bibliographie (Paris: Raisons d’Agir, 2022)
- Julien Duval, Johan Heilbron, & Pernelle Issenhuth eds., Pierre Bourdieu et l’art de l’invention scientifique. Enquêter au Centre de sociologie européenne (1959-1969) (Paris: Classiques Garnier,2022)
- Amin Pérez, Combattre en sociologues: Pierre Bourdieu et Abdelmalek Sayad dans une guerre de libérati (Marseille: Agone, 2022)
- Yacine Tassadit, Pierre Bourdieu en Algérie (1956-1961): Témoignages (Vulaines-sur-Seine: Croquant, 2022)
- Michael Grenfell, Bourdieu's metanoia: Seeing the social world anew (London: Routledge, 2022)
- Gabriella Paolucci ed., Bourdieu and Marx: Practices of critique (London: Palgrave Macmillan, 2022)
- Loïc Wacquant, Bourdieu in the city : Challenging urban theory (Cambridge: Polity, 2022)
- Marc Joly, La sociologie réflexive de Pierre Bourdieu (Paris: CNRS, 2022)
- Kyung-Man Kim, Bourdieu's philosophy and sociology of science: A critical appraisal (London: Routledge, 2023)
- George Economakis & Theofanis Papageorgiou, Marxist political economy and Bourdieu: Economic and cultural capital, class and state (London: Routledge, 2023)
- Gérard Mauger, Avec Bourdieu. Un parcours sociologique (Paris: PUF, 2023)
- Daniel Adjerad, La question de l'économie chez Pierre Bourdieu: Une enquête philosophique (Villeneuve-d'Ascq: Presses Universitaires du Septentrion, 2023)
- Joseph Jurt, Le champ littéraire.: Le concept de Pierre Bourdieu: contextes, théorie, pratiques (Paris: Honoré Champion, 2023)
- Afrânio Garcia Jr., Marie-France Garcia Parpet, Franck Poupeau, Amín Pérez et Maria Eduarda Rocha dir., Bourdieu et les Amériques. Une internationale scientifique: genèse, pratiques et programmes de recherche (Aubervilliers: IHEAL, 2023)